# No eso, entonces esto (opereta)

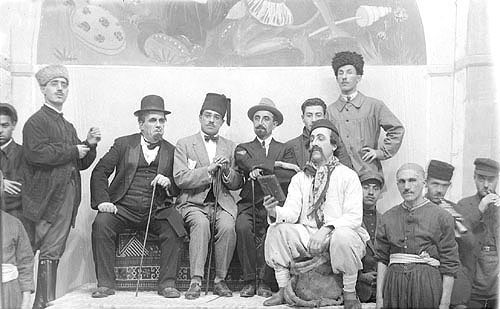
Una escena de espectáculo

No eso, entonces esto (en azerbaiyano O olmasın, bu olsun) conocida también como Mashadí Ibád (en azerbaiyano Məşədi İbad) - musical (opereta) de cuatro actos de compositor azerbaiyano Uzeyir Hacibeyov. Fue creada en 1910.

## Historia
Es segunda musical de Uzeyir Hacibeyov  y fue escrita en 1910. Inicialmente tenía sólo tres actos; en 1915 fue añadido cuarto acto. Primera mención sobre musical se encontró en el periódico “Kaspiy” el 7 de abril de 1911.
Por primera vez fue mostrado el 25 de abril de 1911 en el teatro de los hermanos Mailov (actualmente es el Teatro de ópera y ballet académico estatal de Azerbaiyán). Musical protagonizada por Mirzaagha Aliyev (Mаshаdí Ibád), Huseingulu Sarabski (Sarver), Akhmed Agdamski (Gulnaz), etc. El libreto de musical por primera vez fue publicado en 1912 en tipografía de los hermanos Orucov.
En 1912, en Shusha, científico y médico Azad Amirov realizó la representación de musical y también protagonizó el papel de Mashadí Ibád.

## Protagonismo
- Rustam bek - hombre empobrecido de 45 añosСuarto acto

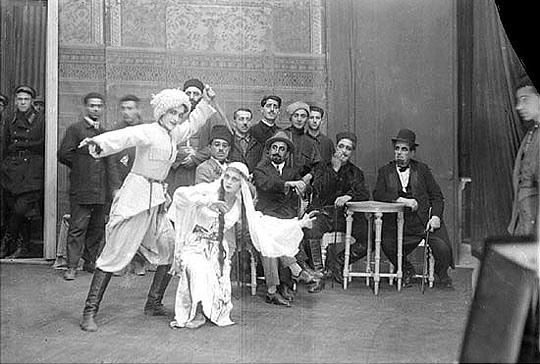
Сuarto acto

- Gulnaz - hija de Rustam bek, de 15 años, enamorada de Sarver
- Sarver - estudiante, de 25 años, enamorada de Gulnaz
- Senem - sirvienta de Rustam bek, viuda, de 30 años
- Mashadí ibád - comerciante rico, de 50 años, quiere casarse con Gulnaz
- Hasanqulu bek - nacionalista de 40 años
- Amigos de Rustam bek
  - Rza bek - periodista de 40 años
  - Hasan bek - intelectual de 40 años
  - Asker - atamán de 30 años

## Trama

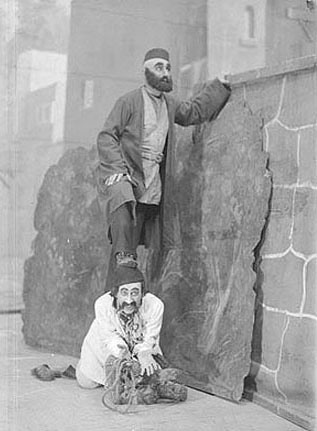
Mashadí ibád

Rustam bek estuvo en bancarrota. Mashaí Ibád, un hombre rico quiere casarse con Gulnaz, hija de Rustam bek. Pero Gulnaz enamorada de un estudiante joven Sarver. Sin embargo, la hija no podía desobedecer a su padre. El problema fue resuelto por los amigos de Sarver. Al final Mashadí Ibad se casó con Senem, sirviente de Rustam bek.

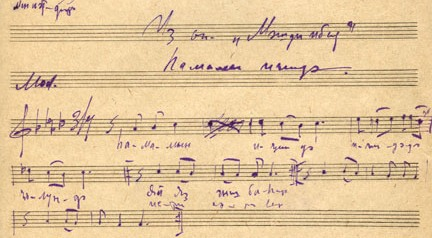
Notas de la música

## Idea de obra
O olmasin, bu olsun se considera una de las obras más valientes en el teatro azerbaiyano antes de la revolución. En la comedia el autor mostró las contradicciones sociales de la realidad azerbaiyana de los siglos XIX-XX. Autor pudo descubrir los imágenes de los representantes típicos de este período.

## Película
Por primera vez opereta de Uzeyir Hacibeyov  fue filmada en 1919. Pero la película no ha tenido el éxito.
Por segunda vez comedia fue filmada en 1956 por la compañía de la producción de videos de Bakú. El director de la película fue Husein Seidzadeh y el guionista - Sabit Rahmanov. La película fue protagonizado por Aliagha Aghayev (Mashadí Ibád),  Aghasadikh Geraybeyli (Rustam bek), Tamara Gozalova (Gulnaz), Arif Mirzakuliyev (Sarver), Barat Shekinskaya (Senem), Movsun Sanani, Lutfali Abdullayev.
Estreno de la película se clebró el 27 de enero de 1958 en Moscú.